# Agnes Börjesson

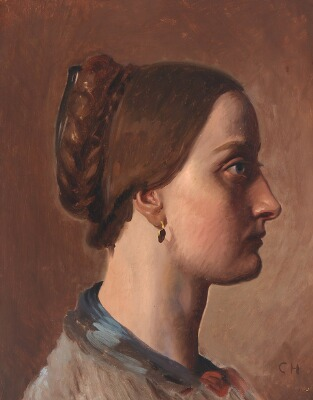
Retrato de perfil porConstantin Hansen.

Agneta/ Agnes Fredrika Börjesson (Uppsala, 1 de mayo de 1827 – Alassio, 26 de enero de 1900) fue una pintora sueca.

## Biografía
Era hija del pastor protestante y dramaturgo Johan Börjesson  y Fredrika Gustava Fock. 
Estudió arte en la Real Academia Sueca de las Artes de Estocolmo desde 1849 y en Copenhague de 1852 a 1853. En Estocolmo fue alumna de 1854 a 1856 de Johan Christoffer Boklund, y desde 1857 trabajó con Benjamin Vautier. En 1865 pasó un tiempo en París y ese mismo año se estableció en Italia. 

Agnes Börjesson, Canale veneziano, oleo sobre lienzo, 28x40, Museo nacional de Estocolmo

En Roma, en 1870, frecuentó a su amiga, la pintora sueca Sofie Ribbing. Agnes Börjesson decidió fijar su residencia en Italia, sin dejar de enviar sus pinturas a Suecia, para participar en las exposiciones organizadas por la Real Academia de Bellas Artes, de la que pasó a ser miembro de pleno derecho en 1872. 
Quedó encantada con la luminosidad de los paisajes italianos, especialmente las costas. En Italia nacieron y se mezclaron movimientos pictóricos que impulsaron el redescubrimiento del paisaje natural. Los pintores abandonaron el caballete del estudio y se aventuraron al aire libre, para descubrir el placer de pintar escenas naturales en vivo. Agnes Börjesson se distanció del academicismo eligiendo una paleta de tonos delicados a pincel grande y suave que dejaba grandes capas de color sobre el lienzo. Se sintió tentada por la experimentación del divisionismo. Visitó Venecia y las playas de Sicilia, eligiendo Liguria, donde pasó sus últimos años.